# Karl Stumpf
Karl Stumpf (* 18. Februar 1927 in Grünberg-Harbach; † 25. Oktober 2015 ebendort) war ein deutscher Politiker (FDP) und Bauernfunktionär.

## Leben
Karl Stumpf wurde 1949 Kreisjugendwart und stellvertretender Vorsitzender des Kreisbauernverbandes Gießen, 1966 dessen Vorsitzender. Er wurde 1969 zum Vizepräsidenten des hessischen Bauernverbandes gewählt. 1987 trat er die Nachfolge von Richard Westernacher als Präsident des Hessischen Bauernverbandes an. Während seiner Präsidentschaft ermöglichte er im Rahmen der Gesetzgebung zur wirtschaftlichen Sozialversicherung die Grundlagen für den Erhalt des landwirtschaftlichen Sozialversicherungssystems und gleichzeitig die Voraussetzung für den Zusammenschluss der Träger der landwirtschaftlichen Sozialversicherung in Hessen. Diese erfolgte zum 1. April 1995.
Karl Stumpf wurde 1990 mit dem Verdienstkreuz 1. Klasse der Bundesrepublik Deutschland, der Andreas-Hermes-Medaille des Deutschen Bauernverbandes und dem Hessischen Verdienstorden ausgezeichnet.